# Фейси, Симона
Симо́на Лато́йя Фе́йси (англ. Simone Latoya Facey; род. 7 мая 1985, Манчестер, Мидлсекс, Ямайка) — ямайская легкоатлетка, специализирующаяся в спринтерском беге. Серебряный призёр Олимпийских игр 2016 года в эстафете 4×100 метров. Чемпионка мира 2009 года в эстафете 4×100 метров. Призёр Панамериканских игр (2011, 2015) в беге на 200 метров.

## Биография
Представляет Ямайку на международных соревнованиях с 15 лет. Несколько раз становилась чемпионкой и призёром юношеских соревнований CARIFTA Games, юниорского чемпионата стран Центральной Америки и стран Карибского бассейна. В 2002 году на домашнем чемпионате мира среди юниоров завоевала серебро в беге на 200 метров и выиграла эстафету 4×100 метров. Вплоть до окончания Vere Technical High School продолжала собирать титулы, среди которых оказался и рекорд страны среди юниорок в беге на 200 метров (22,71), а также победы в чемпионате Ямайки среди школьников.
В 2006 году поступила в Техасский университет A&M, где добилась значительного прогресса. Здесь она помогла студенческой команде одержать несколько побед в эстафетах, становилась чемпионкой NCAA в беге на 200 метров, отобралась в сборную Ямайки на чемпионат мира 2007 года, где стала серебряным призёром в эстафете. В Техасе ей также удалось установить рекорды университета (100 м — 10,95, 200 м — 22,25). Благодаря этим успехам в 2014 году имя Симоны внесли в университетский Зал славы.
В качестве запасной ездила на Олимпийские игры 2008 года в Пекин, но так и не вышла на старт.
В 2009 году участвовала в чемпионате мира, где стала 6-й в беге на 200 метров и выиграла золото в эстафете 4×100 метров.
После окончания университета стала тренироваться в американском городе Форт-Лодердейл (штат Флорида).
На Панамериканских играх 2011 года ей удалось завоевать медаль в индивидуальной дисциплине — серебро в беге на 200 метров (спустя 4 года она выиграла бронзу на этом же турнире).
На чемпионате Ямайки 2016 года стала победительницей в беге на 200 метров. На Олимпийских играх она дошла до полуфинала, но даже лучшего результата в сезоне (22,57) не хватило для попадания в восьмёрку сильнейших. В предварительном забеге в эстафете 4×100 метров бежала в одной команде с двоюродной сестрой Сашали Форбс. Они помогли Ямайке выйти в финал, где вместо них бежали другие спортсменки, завоевавшие серебро.

## Основные результаты
| Год  | Турнир                                  | Место проведения          | Дисциплина       | Место      | Результат |
| ---- | --------------------------------------- | ------------------------- | ---------------- | ---------- | --------- |
| 2001 | Чемпионат мира среди юношей             | Дебрецен, Венгрия         | 100 м            | 4-е        | 11,83     |
| 2001 | Чемпионат мира среди юношей             | Дебрецен, Венгрия         | 200 м            | 9-е (1/2)  | 24,48     |
| 2002 | Чемпионат мира среди юниоров            | Кингстон, Ямайка          | 100 м            | 2-е        | 11,43     |
| 2002 | Чемпионат мира среди юниоров            | Кингстон, Ямайка          | эстафета 4×100 м | 1-е        | 43,40     |
| 2003 | Панамериканский чемпионат среди юниоров | Бриджтаун, Барбадос       | эстафета 4×100 м | 2-е        | 44,24     |
| 2007 | Чемпионат мира                          | Осака, Япония             | эстафета 4×100 м | 2-е        | 42,01     |
| 2009 | Чемпионат мира                          | Берлин, Германия          | 200 м            | 6-е        | 22,80     |
| 2009 | Чемпионат мира                          | Берлин, Германия          | эстафета 4×100 м | 1-е        | 42,06     |
| 2011 | Панамериканские игры                    | Гвадалахара, Мексика      | 200 м            | 2-е        | 22,86     |
| 2011 | Панамериканские игры                    | Гвадалахара, Мексика      | эстафета 4×100 м | —          | DNF       |
| 2014 | Чемпионат мира по эстафетам             | Нассау, Багамские Острова | эстафета 4×200 м | 3-е        | 1.30,04   |
| 2015 | Чемпионат мира по эстафетам             | Нассау, Багамские Острова | эстафета 4×100 м | 1-е        | 42,14     |
| 2015 | Панамериканские игры                    | Торонто, Канада           | 200 м            | 3-е        | 22,74     |
| 2015 | Панамериканские игры                    | Торонто, Канада           | эстафета 4×100 м | 2-е        | 42,68     |
| 2016 | Чемпионат мира в помещении              | Портленд, США             | 60 м             | 13-е (1/2) | 7,21      |
| 2016 | Олимпийские игры                        | Рио-де-Жанейро, Бразилия  | 200 м            | 11-е (1/2) | 22,57     |
| 2016 | Олимпийские игры                        | Рио-де-Жанейро, Бразилия  | эстафета 4×100 м | 2-е (заб.) | 41,79     |